# Italië op het Europees kampioenschap voetbal 2008
Italië is een van de deelnemende landen op het Europees kampioenschap voetbal 2008 in Zwitserland en Oostenrijk. Het is de zevende deelname voor het land. Op het vorige EK in Portugal (in 2004) werd Italië in de eerste ronde al uitgeschakeld, door als derde te eindigen, achter Denemarken en Zweden.

## Kwalificatie
Italië was een van de 52 leden van de UEFA die zich inschreef voor de kwalificatie voor het EK 2008. Twee van die leden, Zwitserland en Oostenrijk, waren als organiserende landen al geplaatst. Italië werd ingedeeld in groep B, samen met Frankrijk (uit pot 1), Oekraïne (uit pot 3), Schotland (uit pot 4), Litouwen (uit pot 5), Georgië (uit pot 6) en Faeröer (uit pot 7). De nummers 1 en 2 uit elke poule kwalificeerde zich direct voor het Europees Kampioenschap.
Italië kwalificeerde zich met moeite voor het EK, ondanks een eerste plek in groep B. Italië pakte slechts één punt tegen Frankrijk en begon met een gelijkspel tegen Litouwen. Doordat het twee keer won van Schotland plaatste Italië zich op de eennalaatste speeldag voor het EK. Spits Luca Toni werd met 4 doelpunten topscorer voor Italië in de kwalificatie.

### Kwalificatieduels
| 2 september 2006  | Italië    | 1 – 1 | Litouwen  |
| 6 september 2006  | Frankrijk | 3 – 1 | Italië    |
| 7 oktober 2006    | Italië    | 2 – 0 | Oekraïne  |
| 11 oktober 2006   | Georgië   | 1 – 3 | Italië    |
| 28 maart 2007     | Italië    | 2 – 0 | Schotland |
| 2 juni 2007       | Faeröer   | 1 – 2 | Italië    |
| 6 juni 2007       | Litouwen  | 0 – 2 | Italië    |
| 8 september 2007  | Italië    | 0 – 0 | Frankrijk |
| 12 september 2007 | Oekraïne  | 1 – 2 | Italië    |
| 13 oktober 2007   | Italië    | 2 – 0 | Georgië   |
| 17 november 2007  | Schotland | 1 – 2 | Italië    |
| 21 november 2007  | Faeröer   | 1 – 3 | Italië    |

### Eindstand groep B
| Land      | Wed | Win | Gel | Ver | DV | DT | +/- | Pnt |
| --------- | --- | --- | --- | --- | -- | -- | --- | --- |
| Italië    | 12  | 9   | 2   | 1   | 22 | 9  | 13  | 29  |
| Frankrijk | 12  | 8   | 2   | 2   | 25 | 5  | 20  | 26  |
| Schotland | 12  | 8   | 0   | 4   | 21 | 12 | 9   | 24  |
| Oekraïne  | 12  | 5   | 2   | 5   | 18 | 16 | 2   | 17  |
| Litouwen  | 12  | 5   | 1   | 6   | 11 | 13 | -2  | 16  |
| Georgië   | 12  | 3   | 1   | 8   | 16 | 19 | -3  | 10  |
| Faeröer   | 12  | 0   | 0   | 12  | 4  | 43 | -39 | 0   |

## Wedstrijden op het Europees kampioenschap
Italië werd bij de loting op 2 december 2007 ingedeeld in groep C. In deze groep werden Nederland (uit pot 1), Roemenië (uit pot 3) en verliezend WK-finalist Frankrijk (uit pot 4) toegevoegd. Door deze sterke loting wordt de groep ook wel "de Groep des Doods" genoemd.

### Groep C
| Land      | Wed | Win | Gel | Ver | DV | DT | +/− | Pnt |
| --------- | --- | --- | --- | --- | -- | -- | --- | --- |
| Nederland | 3   | 3   | 0   | 0   | 9  | 1  | +8  | 9   |
| Italië    | 3   | 1   | 1   | 1   | 3  | 4  | -1  | 4   |
| Roemenië  | 3   | 0   | 2   | 1   | 1  | 3  | -2  | 2   |
| Frankrijk | 3   | 0   | 1   | 2   | 1  | 6  | -5  | 1   |

### Kwartfinale
In de kwartfinale speelde Italië tegen Spanje. Deze wedstrijd eindigde na verlenging in 0-0. In de beslissende penaltyreeks wint Spanje met 4-2 doordat Daniele de Rossi en Antonio Di Natele voor Italië missen.

### Wedstrijden
|             |                                                               |                  |        |                                                        |
| 9 juni 2008 | Nederland                                                     | 3–0              | Italië | Stade de Suisse, Bern Scheidsrechter: Peter Fröjdfeldt |
| 9 juni 2008 | Ruud van Nistelrooij Wesley Sneijder Giovanni van Bronckhorst | wedstrijdverslag |        | Stade de Suisse, Bern Scheidsrechter: Peter Fröjdfeldt |

|              |                       |                  |                 |                                                       |
| 13 juni 2008 | Italië                | 1 - 1            | Roemenië        | Letzigrund, Zürich Scheidsrechter: Tom Henning Øvrebø |
| 13 juni 2008 | Christian Panucci 56' | wedstrijdverslag | 55' Adrian Mutu | Letzigrund, Zürich Scheidsrechter: Tom Henning Øvrebø |

|              |                  |     |        |                    |
| 17 juni 2008 | Frankrijk        | 0–2 | Italië | Letzigrund, Zürich |
| 17 juni 2008 | wedstrijdverslag |     |        | Letzigrund, Zürich |

|                    |                  |                 |        |                                                                                |
| 22 juni 2008 20:45 | Spanje           | 0 - 0 (P 4 - 2) | Italië | Ernst Happelstadion, Wenen Toeschouwers: 48.000 Scheidsrechter: Herbert Fandel |
| 22 juni 2008 20:45 | wedstrijdverslag |                 |        | Ernst Happelstadion, Wenen Toeschouwers: 48.000 Scheidsrechter: Herbert Fandel |

## Selectie en statistieken
Bondscoach Roberto Donadoni had in eerste instantie ook Real Madrid-ster en Wereldvoetballer van het jaar Fabio Cannavaro opgeroepen, maar deze raakte dusdanig geblesseerd dat hij niet kon deelnemen aan het EK. Donadoni riep Alessandro Gamberini op als zijn vervanger.
| No. | Naam                 | Club               | Positie      | W |   |   | D | A |   |   |   |
| --- | -------------------- | ------------------ | ------------ | - | - | - | - | - | - | - | - |
| 1   | Gianluigi Buffon     | Juventus           | Doelman      | 4 | 0 | 0 | 0 | 0 | 0 | 0 | 0 |
| 2   | Christian Panucci    | AS Roma            | Verdediger   | 0 | 0 | 0 | 1 | 0 | 0 | 0 | 0 |
| 3   | Fabio Grosso         | Olympique Lyonnais | Verdediger   | 0 | 1 | 0 | 0 | 0 | 0 | 0 | 0 |
| 4   | Giorgio Chiellini    | Juventus           | Verdediger   | 3 | 0 | 0 | 0 | 1 | 0 | 0 | 0 |
| 5   | Alessandro Gamberini | ACF Fiorentina     | Verdediger   | 0 | 0 | 0 | 0 | 0 | 0 | 0 | 0 |
| 6   | Andrea Barzagli      | Palermo            | Verdediger   | 1 | 0 | 0 | 0 | 0 | 0 | 0 | 0 |
| 7   | Alessandro Del Piero | Juventus           | aanvaller    | 3 | 2 | 1 | 0 | 0 | 0 | 0 | 0 |
| 8   | Gennaro Gattuso      | AC Milan           | Middenvelder | 2 | 0 | 1 | 0 | 0 | 2 | 0 | 0 |
| 9   | Luca Toni            | Bayern München     | Aanvaller    | 4 | 0 | 0 | 0 | 0 | 1 | 0 | 0 |
| 10  | Daniele De Rossi     | AS Roma            | Middenvelder | 3 | 0 | 0 | 1 | 0 | 2 | 0 | 0 |
| 11  | Antonio Di Natale    | Udinese Calcio     | Aanvaller    | 2 | 1 | 1 | 0 | 0 | 0 | 0 | 0 |
| 12  | Marco Borriello      | Genoa CFC          | Aanvaller    | 0 | 0 | 0 | 0 | 0 | 0 | 0 | 0 |
| 13  | Massimo Ambrosini    | AC Milan           | Middenvelder | 4 | 1 | 0 | 0 | 0 | 1 | 0 | 0 |
| 14  | Marco Amelia         | Livorno Calcio     | Doelman      | 0 | 0 | 0 | 0 | 0 | 0 | 0 | 0 |
| 15  | Fabio Quagliarella   | Udinese Calcio     | Aanvaller    | 1 | 1 | 0 | 0 | 0 | 0 | 0 | 0 |
| 16  | Mauro Camoranesi     | Juventus           | Middenvelder | 4 | 2 | 2 | 0 | 0 | 0 | 0 | 0 |
| 17  | Morgan De Sanctis    | FC Sevilla         | Doelman      | 0 | 0 | 0 | 0 | 0 | 0 | 0 | 0 |
| 18  | Antonio Cassano      | Sampdoria Genua    | Aanvaller    | 4 | 1 | 1 | 0 | 0 | 0 | 0 | 0 |
| 19  | Gianluca Zambrotta   | FC Barcelona       | Verdediger   | 4 | 0 | 0 | 0 | 0 | 0 | 0 | 0 |
| 20  | Simone Perrotta      | AS Roma            | Middenvelder | 3 | 0 | 3 | 0 | 0 | 1 | 0 | 0 |
| 21  | Andrea Pirlo         | AC Milan           | Middenvelder | 3 | 0 | 1 | 1 | 0 | 2 | 0 | 0 |
| 22  | Alberto Aquilani     | AS Roma            | Middenvelder | 2 | 1 | 1 | 0 | 0 | 0 | 0 | 0 |
| 23  | Marco Materazzi      | Internazionale     | Verdediger   | 1 | 0 | 1 | 0 | 0 | 0 | 0 | 0 |

| W | Wedstrijden        |
|   | Invalbeurten       |
|   | Gewisseld          |
| D | Doelpunten         |
| A | Assists/Voorzetten |
|   | Gele kaarten       |
|   | 2 x geel = rood    |
|   | Rode kaarten       |

## Trivia
- Van landskampioen Internazionale is Marco Materazzi de enige speler in de selectie van het Italiaans voetbalelftal.

Groep A:  Zwitserland ·  Tsjechië ·  Portugal ·  Turkije
Groep B:  Oostenrijk ·  Kroatië ·  Duitsland ·  Polen
Groep C:  Roemenië ·  Frankrijk ·  Nederland ·  Italië
Groep D:  Spanje ·  Rusland ·  Griekenland ·  Zweden
FIGC · A-internationals · Selecties · Bondscoaches · Italiaans vrouwenelftal · Olympisch elftal · Italië U21 · Italië U20 · Italië U19 · Italië U18 · Italië U17 · Italië U16 · Vrouwen U17
1910 – 1919 ·
1920 – 1929 ·
1930 – 1939 ·
1940 – 1949 ·
1950 – 1959 ·
1960 – 1969 ·
1970 – 1979 ·
1980 – 1989 ·
1990 – 1999 ·
2000 – 2009 ·
2010 – 2019 ·
2020 − 2029
EK's: 1968 · 
1980 · 
1988 · 
1996 · 
2000 · 
2004 · 
2008 · 
2012 · 
2016 ·
2020 ·
2024
WK's: 1934 · 
1938 · 
1950 · 
1954 · 
1962 · 
1966 · 
1970 · 
1974 · 
1978 · 
1982 · 
1986 · 
1990 · 
1994 · 
1998 · 
2002 · 
2006 · 
2010 · 
2014
OS: 1912 · 
1920 · 
1924 · 
1928 · 
1936 · 
1948 · 
1952 · 
1960 · 
1984 · 
1988 · 
1992 · 
1996 · 
2000 · 
2004 · 
2008
1911 · 
1912 · 
1913 · 
1914 · 
1915 · 
1916 · 1917 · 1918 · 1919 · 
1920 · 
1921 · 
1922 · 
1923 · 
1924 · 
1925 · 
1926 · 
1927 · 
1928 · 
1929 · 
1930 · 
1931 · 
1932 · 
1933 · 
1934 · 
1935 · 
1936 · 
1937 · 
1938 · 
1939 · 
1940 · 
1941 · 
1942 · 
1943 · 1944 · 
1945 · 
1946 · 
1947 · 
1948 · 
1949 · 
1950 · 
1952 · 
1952 · 
1953 · 
1954 · 
1955 · 
1956 · 
1957 · 
1958 · 
1959 · 
1960 · 
1961 · 
1962 · 
1963 · 
1964 · 
1965 · 
1966 · 
1967 · 
1968 · 
1969 · 
1970 · 
1971 · 
1972 · 
1973 · 
1974 · 
1975 · 
1976 · 
1977 · 
1978 · 
1979 · 
1980 · 
1981 · 
1982 · 
1983 · 
1984 · 
1985 · 
1986 · 
1987 · 
1988 · 
1989 · 
1990 ·
1991 · 
1992 · 
1993 · 
1994 · 
1995 · 
1996 · 
1997 · 
1998 · 
1999 · 
2000 · 
2001 · 
2002 · 
2003 · 
2004 · 
2005 · 
2006 · 
2007 · 
2008 · 
2009 · 
2010 · 
2011 · 
2012 · 
2013 · 
2014 · 
2015 · 
2016 · 
2017 ·
2018 ·
2019 ·
2020 ·
2021 ·
2022 ·
2023 ·
2024
Albanië ·
Algerije ·
Argentinië ·
Armenië ·
Australië ·
Azerbeidzjan ·
België ·
Bosnië en Herzegovina ·
Brazilië ·
Bulgarije ·
Canada ·
Chili ·
China ·
Costa Rica ·
Cyprus ·
DDR ·
Denemarken ·
Duitsland ·
Ecuador ·
Egypte ·
Engeland ·
Estland ·
Faeröer ·
Finland ·
Frankrijk ·
Georgië ·
Ghana ·
Griekenland ·
Haïti ·
Hongarije ·
Ierland ·
IJsland ·
Israël ·
Ivoorkust ·
Japan ·
Joegoslavië ·
Kameroen ·
Kroatië ·
Liechtenstein · 
Litouwen ·
Luxemburg ·
Malta ·
Marokko ·
Mexico ·
Moldavië ·
Montenegro ·
Nederland ·
Nieuw-Zeeland ·
Nigeria ·
Noord-Ierland ·
Noord-Korea ·
Noord-Macedonië ·
Noorwegen ·
Oekraïne ·
Oostenrijk ·
Paraguay ·
Peru ·
Polen ·
Portugal ·
Roemenië ·
Rusland ·
San Marino ·
Saoedi-Arabië ·
Schotland ·
Servië ·
Servië en Montenegro ·
Slovenië ·
Slowakije ·
Sovjet-Unie ·
Spanje ·
Tsjechië ·
Tsjecho-Slowakije ·
Tunesië ·
Turkije ·
Uruguay ·
Venezuela ·
Verenigde Staten ·
Wales ·
Wit-Rusland ·
Zuid-Afrika ·
Zuid-Korea ·
Zweden ·
Zwitserland
Argentinië (1982) · 
Australië (2006) · 
België (2016) · 
België (2021) · 
Brazilië (1970) · 
Brazilië (1982) · 
Brazilië (1994) · 
Costa Rica (2014) · 
Duitsland (2006) · 
Duitsland (2012) · 
Engeland (2012) ·
Engeland (2014) ·
Engeland (2021) ·
Frankrijk (2000) · 
Frankrijk (2006) · 
Frankrijk (2008) · 
Ghana (2006) · 
Hongarije (1938) · 
Ierland (2012) · 
Joegoslavië (1968) · 
Kameroen (1982) · 
Kroatië (2012) · 
Nederland (2008) · 
Nieuw-Zeeland (2010) · 
Oekraïne (2006) · 
Oostenrijk (2021) · 
Paraguay (2010) · 
Peru (1982) · 
Polen (1982, 1) · 
Polen (1982, 2) · 
Roemenië (2008) · 
Spanje (2008) ·
Spanje (2012, 1) ·
Spanje (2012, 2) ·
Spanje (2016) ·
Spanje (2021) ·
Tsjechië (2006) · 
Turkije (2021) · 
Uruguay (2014) · 
Verenigde Staten (2006) · 
Wales (2021) · 
West-Duitsland (1982) · 
Zweden (2016) · 
Zwitserland (2021)